# Ettore Licheri
Ettore Antonio Licheri (Sassari, 11 ottobre 1963) è un politico e avvocato italiano, dal 2018 senatore della Repubblica per il Movimento 5 Stelle, di cui è stato capogruppo dal 2020 al 2021.

## Biografia
Nato a Sassari l’11 ottobre 1963 da padre maddalenino e madre osilese, si è laureato in giurisprudenza all'Università degli Studi di Sassari, dedicando una parte della sua vita professionale al settore della giustizia sportiva.
È stato per tanti anni sostituto procuratore federale della FIGC, nonché uno dei principali collaboratori e componente del pool investigativo di Stefano Palazzi (capo della procura della FIGC).
Nel 2006 si è occupato di Calciopoli, conducendo tutta una serie di interrogatori degli accusati. Anche nel 2012 ha svolto un importante ruolo investigativo, proseguito nel 2015 sul nuovo capitolo del calcioscommesse.

## Attività politica
Entrato in politica, viene candidato alle elezioni politiche del 2018 con il Movimento 5 Stelle al Senato della Repubblica, nella quota proporzionale della circoscrizione Sardegna, risultando eletto.
Il 27 ottobre 2020 Licheri viene eletto capogruppo del Movimento 5 Stelle al Senato, subentrando a Gianluca Perilli, carica che ricopre fino al 10 novembre 2021, quando gli succede la senatrice Maria Domenica Castellone, dopo un iniziale scontro finito in pareggio nella prima votazione tra lo stesso Licheri con la Castellone e la mediazione del presidente del M5S Giuseppe Conte.
Alle elezioni politiche anticipate del 25 settembre 2022 viene ricandidato al Senato come capolista nei collegi plurinominali Piemonte 2, Sardegna 1 e Toscana 1, risultando eletto in quest'ultima. Nella XIX legislatura della Repubblica è vicepresidente della 3ª Commissione Affari esteri e difesa, componente della Giunta delle elezioni e delle immunità parlamentari e della Commissione speciale per l'esame degli atti urgenti presentati dal Governo, membro del Comitato parlamentare per i procedimenti di accusa e della Delegazione italiana presso l'Assemblea parlamentare del Consiglio d'Europa.